# Frota da prata

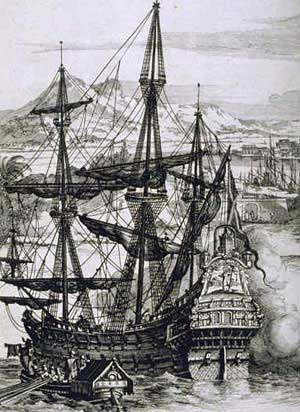
Galeão espanhol por Albrecht Dürer.

A  frota da prata ou frota das Índias (em espanhol: flota de Indias), popularmente denominada frota espanhola da prata foi um transporte marítimo anual de diversos metais (ouro e prata), pedras preciosas, especiarias (seda), bens agrícolas (tabaco) e outros produtos exóticos das colônias espanholas à Espanha.
O transporte ocorreria por meio de duas frotas, que se reuniam perto de Havana, e que juntas partiam para a Europa.
O comboio foi organizado a partir de 1526 em Sevilha, onde um consulado de comércio, a Casa de Contratacíon, possuia o privilégio do comércio com a América.
Em 1543, foi obrigatório que todas a frotas da prata fossem fortemente armadas. Normalmente, o novo tipo de galeão era usado. O valor da prata transportada era enorme; cerca de 12 milhões de ducados por ano e 25 milhões de ducados por ano no final do século XVI. O rendimento constituía a maior parte dos lucros coloniais dos espanhóis e a prata foi o motor do comércio com a Ásia. Essa riqueza atraiu todo os tipos de corsários e piratas, mas eles raramente conseguiam interceptar a frota.
Uma das raras vezes que a frota foi interceptada, ocorreu em 8 de setembro de 1628, quando o almirante neerlandês Piet Heyn conquistou uma frota da prata.
Em 1762, durante a guerra dos Sete Anos, os britânicos ocuparam Havana e Manila, impedindo que a frota partisse.
A última frota da prata partiu em 1776. Na década de 1780, a Espanha concedeu liberdade de comércio às suas colônias.